# Tonawanda (municipalité, New York)
Pour les articles homonymes, voir Tonawanda.
Tonawanda (en tuscarora Tahnawáteh) est une municipalité (town) située dans le comté d'Érié, dans l'État de New York, aux États-Unis,. En 2010, elle comptait une population de 73 567 habitants, estimée au 1er juillet 2020 à 72 636 habitants.

## Démographie
Lors du recensement de 2010, la ville comptait une population de 73 567 habitants. Elle est estimée, en 2020, à 72 636 habitants.